# Bundesvision Song Contest
Bundesvision Song Contest (abreujat BSC o BuViSoCo i traduït al català com Festival de la Cançó de Bundesvisió) va ser una competició musical televisiva d'Alemanya, creada pel presentador Stefan Raab i celebrada des de 2005 fins a 2015. En ella competien anualment 16 artistes de cadascun dels Estats federats. El format estava inspirat en el Festival de la Cançó d'Eurovisió, amb la particularitat que totes les cançons havien de ser interpretades en idioma alemany.
L'esdeveniment era transmès en directe pel canal de televisió ProSieben i els espectadors podien votar les seves cançons favorites via SMS. Per representar cada Estat federat, l'organització contactava amb emissores estatals de ràdio (públiques o privades) que s'encarregaven de seleccionar l'artista adequat.
Des de 2005 fins a 2009, el concurs tenia lloc al febrer. Des de 2010, quan Stefan Raab i la seva productora es van involucrar en la preselecció alemanya d'Eurovisió, va passar a celebrar-se entre l'agost i el setembre. El festival va ser cancel·lat en 2015, després que Raab anunciés la seva retirada de la televisió.

## Història
Abans d'organitzar Bundesvisió, Stefan Raab havia acudit al Festival de la Cançó d'Eurovisió en 1998 com a lletrista i en 2000 com a cantant. Per a l'any 2004, el presentador va decidir organitzar un concurs al seu programa TV Total per escollir un cantant i intentar portar-lo a Eurovisió 2004. El triat, Maximilian Mutzke, no només va vèncer el concurs de Raab, sinó que va guanyar la preselecció alemanya i va quedar vuitè al Festival d'aquell any.
L'any següent Raab va decidir, vist l'èxit de Max, organitzar un concurs, sense relació directa amb Eurovisió, amb populars artistes alemanys que representessin en actuacions en viu a cadascun dels 16 Länder d'Alemanya, amb la intenció de promocionar la música alemanya. La gent, mitjançant missatges SMS i telefonades des de les seves cases, decidiria el guanyador de manera similar a com es fa en Eurovisió.
La primera edició Bundesvisió, celebrada en un xou en directe a Oberhausen, va congregar 2 milions d'espectadors. Una de les intencions del festival és que està dirigit especialment al públic jove.

## Diferències pel que fa a Eurovisió
- La cançó pot durar més de 3 minuts.
- No hi ha un límit de persones o elements en l'escenari. Tampoc hi ha limitació per a les posades en escena.
- No hi ha prohibició per emprar temes polítics en les lletres. Un exemple va ser "Antinazibund", cançó de Sportfreunde Stiller contra el nazisme.
- Cada Estat compta amb el suport d'emissores de ràdio per seleccionar el grup o cantant, independentment que aquestes siguin públiques o privades. Un exemple és Bayern3, de l'ens públic Bayerischer Rundfunk, que va participar en 2009.
- La cançó ha d'estar en alemany o tenir la major part de la seva lletra en aquest idioma.

## Participants
| Mapa | Estat                            | Ràdios col·laboradores |
| ---- | -------------------------------- | --- |
| 1    | Baden-Württemberg                | bigFM ('05–'07, '09–'13); Radio Regenbogen ('08, '15); Energy Stuttgart ('14)                                                             |
| 2    | Baviera                          | Rock Antenne ('05); Energy München und Nürnberg ('06–'08, '10–'14); Bayern 3 ('09); ohne Radio-Partner ('15)                              |
| 3    | Berlín                           | Kiss FM ('05, '15); Energy Berlin ('06–'14)                                                                                               |
| 4    | Brandenburg                      | rs2 ('05); BB Radio ('06); Sector_B (KenFM) ('07); 94.5 Radio Cottbus ('08–'14)                                                           |
| 5    | Bremen                           | Energy Bremen ('05–'15) |
| 6    | Hamburg                          | Tide 96,0 ('05); Energy Hamburg ('06, '08, '10–'14); Radio Hamburg ('07, '09); ohne Radiopartner ('15)                                    |
| 7    | Hessen                           | Hit Ràdio FFH ('05–'06, '08–'11); SkyRadio ('07), Planet more music radio ('12-'15)                                                       |
| 8    | Mecklenburg-Pomerània Occidental | Antenne MV ('05–'15) |
| 9    | Baixa Saxònia                    | Radio ffn ('05–'15) |
| 10   | Rin del Nord-Westfàlia           | Radio NRW ('05–'06, '10–'11); Radio Köln ('07); Antenne Düsseldorf ('08); Metall Only ('09); BigFM ('12-'13); ohne Radiopartner ('14-'15) |
| 11   | Renània-Palatinat                | bigFM ('05–'07, '11); RPR1 ('08–'10, '12-'13, '15); Rockland ('14)                                                                        |
| 12   | Saarland                         | Radio Salü ('05–'08); bigFM ('09–'12, '14-'15); Radio Saarbrücken ('13)                                                                   |
| 13   | Saxònia                          | RADIO PSR ('05); Lokalradios ('06–'07); Energy Sachsen ('08–'14)                                                                          |
| 14   | Saxònia-Anhalt                   | Radio Brocken ('05–'07); Rockland ('08–'09); Radio SAW ('10–'11); ohne Radio-Partner ('12-'15)                                            |
| 15   | Slesvig-Holstein                 | Delta radio ('05–'07, '14); Radio Flensburg ('08–'13); RSH ('15)                                                                          |
| 16   | Turíngia                         | Radio Top 40 ('05, '07–'11, '13-'14); 89.0 RTL ('06); Antenne Thüringen ('12, '15)                                                        |

## Festivals organitzats

### Bundesvision Song Contest 2005
Organitzat a:  König Pilsener Arena, Oberhausen, Rin del Nord-Westfàlia, 12 de febrer de 2005.
| Posició | Estat representat                | Participant                  | Cançó (i traducció, si és apropiat)                                       | Puntuació |
| 1       | Hessen                           | Juli                         | Geile Zeit (Una estona increïble)                                         | 159       |
| 2       | Slesvig-Holstein                 | Fettes Brot                  | Emanuela                                                                  | 130       |
| 3       | Berlín                           | Sido                         | Mama ist stolz (Mamà està orgullosa)                                      | 113       |
| 4       | Baixa Saxònia                    | Mousse T. & Emma Lanford     | Right About Now (En aquest instant)                                       | 85        |
| 5       | Baden-Württemberg                | Apocalyptica i Marta Jandová | Wie weit (Fins a quin punt)                                               | 77        |
| 6       | Saxònia                          | De Randfichten               | Jetzt geht die Party richtig los (Ara comença realment la festa)          | 71        |
| 7       | Turíngia                         | Clueso                       | Kein Bock zu geh'n (No em ve de gust anar-me)                             | 63        |
| 8       | Brandenburg                      | Virginia Jetzt!              | Wahre Liebe (Amor veritable)                                              | 54        |
| 9       | Hamburg                          | Samy Deluxe                  | Generation (Generació)                                                    | 44        |
| 10      | Saarland                         | Klee                         | Gold (Or)                                                                 | 37        |
| 11      | Bremen                           | Lukas Hilbert                | Kommt meine Liebe nicht bei dir an (No t'arriba el meu amor?)             | 31        |
| 12      | Baviera                          | Slut                         | Why Pourquoi (I Think I Like You) (Per què, per què (Crec que m'agrades)) | 17        |
| 13      | Saxònia-Anhalt                   | Jansen &amp; Kowalski        | Mamacita                                                                  | 15        |
| 14      | Mecklenburg-Pomerània Occidental | Deichkind                    | Electric Super Dance Band (Super Banda de Ball Elèctric)                  | 12        |
| =15     | Rin del Nord-Westfàlia           | Mamadee i Gentleman          | Lass los (Deixar marxar)                                                  | 10        |
| =15     | Renània-Palatinat                | Sandy                        | Unexpected (Inesperat)                                                    | 10        |

### Bundesvision Song Contest 2006
Organitzat a:  Arena Rittal, Wetzlar, Hessen, 9 de febrer de 2006.
| Posició | Estat representat                | Participant    | Cançó (i traducció, si és apropiat)                | Puntuació |
| 1       | Berlín                           | Seeed          | Ding (Cosa)                                        | 151       |
| 2       | Bremen                           | Revolverheld   | Freunde bleiben (Seguir com a amics)               | 136       |
| 3       | Turíngia                         | In Extremo     | Liam                                               | 134       |
| 4       | Hessen                           | Nadja Benaissa | Ich hab dich (Et tinc)                             | 104       |
| 5       | Hamburg                          | OleSoul        | Hamburg & Cologne (Hamburg i Colònia)              | 70        |
| 6       | Baixa Saxònia                    | Marlon         | Was immer du willst (El que vulguis)               | 59        |
| 7       | Baviera                          | TipTop         | TipTop                                             | 53        |
| 8       | Mecklenburg-Pomerània Occidental | Pyranja        | Nie wieder (Mai més)                               | 50        |
| 9       | Baden-Württemberg                | Massive Töne   | Mein Job (El meu treball)                          | 47        |
| 10      | Brandenburg                      | Diane Weigmann | Hast du kurz Zeit? (Tens una mica de temps?)       | 35        |
| 11      | Slesvig-Holstein                 | TempEau        | Schöner Tag (Bell dia)                             | 26        |
| 12      | Renània-Palatinat                | 200 Sachen     | Sekt zoom Frühstück (Xampany per desdejunar)       | 18        |
| 13      | Saarland                         | Reminder       | Augen zu (und rein) (Instantàniament (i purament)) | 17        |
| 14      | Saxònia-Anhalt                   | Toni Kater     | Liebe ist (L'amor és)                              | 12        |
| 15      | Saxònia                          | Die Raketen    | Popsong (Cançó pop)                                | 10        |
| 16      | Rin del Nord-Westfàlia           | AK4711         | Kein schönerer Land (No hi ha país més bell)       | 6         |

### Bundesvision Song Contest 2007
Organitzat a:  Tempodrom, Berlín, 9 de febrer de 2007.
| Posició | Estat representat                | Participant                    | Cançó (i traducció, si és apropiat)           | Puntuació |
| 1       | Baixa Saxònia                    | Oomph! i Marta Jandová         | Träumst du (Somiaràs?)                        | 147       |
| 2       | Hamburg                          | Jan Delay                      | Feuer (Foc)                                   | 138       |
| 3       | Slesvig-Holstein                 | Kim Frank                      | Lara                                          | 101       |
| 4       | Berlín                           | MIA.                           | Zirkus (Circ)                                 | 96        |
| 5       | Rin del Nord-Westfàlia           | Pohlmann                       | Mädchen und Rabauken (Noies i matones)        | 95        |
| 6       | Turíngia                         | Northern Lite i Chapeau Claque | Enemy (Enemic)                                | 88        |
| 7       | Hessen                           | D-Flame                        | Mom Song (Cançó de mamà)                      | 67        |
| 8       | Saxònia-Anhalt                   | Jenna+Ron                      | Jung und willig (Jove i disposat)             | 56        |
| 9       | Baviera                          | Anajo i Suzie Kerstgens        | Wenn du nur wüsstest (Si ho sabessis)         | 33        |
| 10      | Baden-Württemberg                | Tele                           | Mario                                         | 23        |
| 11      | Bremen                           | Lea Finn                       | Ich weiß und du weißt (Jo ho sé i tu ho saps) | 20        |
| 12      | Saarland                         | B-Stinged Butterfly            | Liebe (Amor)                                  | 17        |
| =13     | Mecklenburg-Pomerània Occidental | Melotron                       | Das Herz (El cor)                             | 13        |
| =13     | Saxònia                          | Manja                          | Es ist Liebe (És amor)                        | 13        |
| 15      | Brandenburg                      | Beatplanet                     | Dreh dich um und geh (Dona la volta i vés-te) | 11        |
| 16      | Renània-Palatinat                | Kalle i M.A.R.S. Allstars      | Aber Nice (Però agradable)                    | 10        |

### Bundesvision Song Contest 2008
Organitzat a:  TUI Arena, Hannover, Baixa Saxònia, 14 de febrer de 2008.
| Posició | Estat representat                | Participant                     | Cançó (i traducció, si és apropiat)      | Puntuació |
| 1       | Brandenburg                      | Subway to Sally                 | Auf Kiel (Sobre la quilla)               | 147       |
| 2       | Turíngia                         | Clueso                          | Keinen Zentimeter (Cap centímetre)       | 146       |
| 3       | Saxònia-Anhalt                   | Down Below                      | Sand in meiner Hand (Sorra a la meva mà) | 96        |
| 4       | Baixa Saxònia                    | Madsen                          | Nachtbaden (Banys de nit)                | 94        |
| 5       | Mecklenburg-Pomerània Occidental | Jennifer Rostock                | Kopf oder Zahl (Cara o creu)             | 79        |
| 6       | Slesvig-Holstein                 | Panik                           | Was würdest du tun? (Que faries tu?)     | 75        |
| 7       | Berlín                           | Culcha Candela                  | Chica                                    | 66        |
| 8       | Hessen                           | Rapsoul                         | König der Welt (Rei del món)             | 51        |
| 9       | Baden-Württemberg                | Laith Al-Deen                   | Du (Tu)                                  | 46        |
| 10      | Baviera                          | Sportfreunde Stiller            | Antinazibund (Aliança anti-nazi)         | 32        |
| 11      | Bremen                           | Paulsrekorder                   | Anna                                     | 20        |
| 12      | Hamburg                          | Das Bo                          | Ohne Bo (Sense Bo)                       | 19        |
| 13      | Renània-Palatinat                | Peilomat                        | Jenny                                    | 17        |
| 14      | Rin del Nord-Westfàlia           | Sisters                         | Unite (Unir-se)                          | 16        |
| =15     | Saxònia                          | Far East Band feat. Dean Dawson | Unfassbar (Insondable)                   | 12        |
| =15     | Saarland                         | Casino Zero                     | Gib mir einen Blick (Dona'm una mirada)  | 12        |

### Bundesvision Song Contest 2009
Organitzat a:  Metropolis-Halle, Potsdam, Brandenburg, 13 de febrer de 2009.
| Posició | Estat representat                | Participant              | Cançó (i traducció, si és apropiat)                                | Puntuació |
| 1       | Berlín                           | Peter Fox                | Schwarz zu blau (De negre a blau)                                  | 174       |
| 2       | Saxònia                          | Polarkreis 18            | The Colour of Snow (El color de la neu)                            | 131       |
| 3       | Rin del Nord-Westfàlia           | Rage                     | Gib dich nie auf (Mai no et rendeixis)                             | 112       |
| 4       | Baden-Württemberg                | Cassandra Steen          | Darum Leben Wir (Per això vivim)                                   | 103       |
| 5       | Hamburg                          | Olli Schulz              | Mach den Bibo! (Fes l'ocellot!)                                    | 73        |
| =6      | Hessen                           | Fräulein Wunder          | Sternradio (Estel de la ràdio)                                     | 53        |
| =6      | Turíngia                         | Chapeau Claque           | Pandora (Kiss Miss Tragedy) (Pandora (Besa la Senyoreta Tragèdia)) | 53        |
| 8       | Slesvig-Holstein                 | Ruben Cossani            | Bis auf letzte Nacht (Excepte l'última nit)                        | 44        |
| 9       | Brandenburg                      | Sven van Thom            | Jaqueline (Ich hab Berlin gekauft) (Jaqueline (He comprat Berlín)) | 37        |
| 10      | Baviera                          | Claudia Koreck           | I wui dass du woasst (Vull que sàpigues)                           | 34        |
| 11      | Bremen                           | FlowinImmo et les Freaqz | Urlaub am Attersee (Vacances a Attersee)                           | 25        |
| =12     | Mecklenburg-Pomerània Occidental | Marteria                 | Zum König geboren (Nascut per ser rei)                             | 23        |
| =12     | Renània-Palatinat                | Pascal Finkenauer        | Unter Grund (Sota terra)                                           | 23        |
| 14      | Saarland                         | P:lot                    | Mein Name ist (El meu nom és)                                      | 21        |
| 15      | Baixa Saxònia                    | Fotos                    | Du fehlst mir (Et trobo a faltar)                                  | 12        |
| 16      | Saxònia-Anhalt                   | Angelas Park             | Generation Monoton (Generació monòtona)                            | 10        |

### Bundesvision Song Contest 2010
Organitzat a:  Max-Schmeling-Halle, Berlín, 1 d'octubre de 2010.
| Posició | Estat representat                | Participant                        | Cançó (i traducció, si és apropiat)                | Puntuació |
| 1       | Rin del Nord-Westfàlia           | Unheilig                           | Unter deiner Flagge (Sota la teva bandera)         | 164       |
| 2       | Saxònia-Anhalt                   | Silly                              | Alles rot (Tot vermell)                            | 152       |
| 3       | Berlín                           | Ich + Ich                          | Yasmine                                            | 100       |
| 4       | Baviera                          | Blumentopf                         | So lala (Ni bé, ni malament)                       | 94        |
| 5       | Brandenburg                      | Das Gezeichnete Ich                | Du, És und Ich (Tu, aquesta cosa i jo)             | 87        |
| 6       | Turíngia                         | Norman Sinn &amp; Ryo              | Planlos (Sense plànol)                             | 79        |
| 7       | Slesvig-Holstein                 | Stanfour                           | Sail on (Segueix navegant)                         | 60        |
| 8       | Hamburg                          | Selig                              | Von Ewigkeit zu Ewigkeit (D'eternitat a eternitat) | 40        |
| 9       | Baden-Württemberg                | Bakkushan                          | Springwut (Mania de saltar)                        | 39        |
| 10      | Mecklenburg-Pomerània Occidental | Sebastian Hämer                    | Ist schon okay (Ja està bé)                        | 22        |
| =11     | Bremen                           | kleinstadthelden                   | Indie Boys (Nois indie)                            | 20        |
| =11     | Saxònia                          | Blockflöte des Todes               | Alles wird teurer (Tot encareix)                   | 20        |
| 13      | Hessen                           | Oceana & Leon                      | Far away (Lluny)                                   | 18        |
| 14      | Renània-Palatinat                | Auletta                            | Sommerdiebe (Lladres d'estiu)                      | 17        |
| 15      | Saarland                         | Mikroboy                           | Nichts ist umsonst (Res no és debades)             | 12        |
| 16      | Baixa Saxònia                    | Dirk Darmstaedter i Bernd Begemann | So geht das jede Nacht (Així és cada nit)          | 4         |

### Bundesvision Song Contest 2011
Organitzat a:  Lanxess Arena, Colònia, Rin del Nord-Westfàlia, 29 de setembre de 2011.
| Posició | Estat representat                | Participant                       | Cançó (i traducció, si és apropiat)                                                                        | Puntuació |
| 1       | Berlín                           | Tim Bendzko                       | Wenn Worte meine Sprache wären (Si les paraules fossin el meu llenguatge)                                  | 141       |
| 2       | Bremen                           | Flo Mega                          | Zurück (De nou)                                                                                            | 111       |
| 3       | Baixa Saxònia                    | Bosse & Anna Loos                 | Frankfurt Oder                                                                                             | 102       |
| 4       | Baden-Württemberg                | Glasperlenspiel                   | Echt (Real)                                                                                                | 91        |
| 5       | Saxònia                          | Kraftklub                         | Ich will nicht nach Berlin (No vull anar a Berlín)                                                         | 89        |
| 6       | Renània-Palatinat                | Jupiter Jones                     | ImmerFürImmer (SempreMés)                                                                                  | 86        |
| 7       | Rin del Nord-Westfàlia           | Frida Gold                        | Unsere Liebe is aus Gold (El nostre amor és d'or)                                                          | 76        |
| =8      | Hamburg                          | Thees Uhlmann                     | Zoom Laichen und Sterben ziehen die Lachse den Fluss hinauf (Per fresar i morir els salmons van riu amunt) | 66        |
| =8      | Mecklenburg-Pomerània Occidental | Jennifer Rostock                  | Ich kann nicht mehr (No puc més)                                                                           | 66        |
| 10      | Baviera                          | Andreas Bourani                   | Eisberg (Iceberg)                                                                                          | 26        |
| 11      | Saarland                         | Pierre Ferdinand et les Charmeurs | Ganz Paris ist eine Disco (Tot París és una discoteca)                                                     | 17        |
| 12      | Turíngia                         | Alin Coen Band                    | Ich war hier (Vaig ser aquí)                                                                               | 13        |
| =13     | Brandenburg                      | Doreen                            | Wie konntest du nur? (Com vas poder?)                                                                      | 12        |
| =13     | Hessen                           | Juli                              | Du lügst so schön (Menteixes tan bé)                                                                       | 12        |
| =13     | Saxònia-Anhalt                   | Flimmerfrühstück                  | Tu's nicht ohne Liebe (No ho facis sense amor)                                                             | 12        |
| 16      | Slesvig Holstein                 | Muttersöhnchen                    | Essen geh'n (Sortir a menjar)                                                                              | 8         |

### Bundesvision Song Contest 2012
Organitzat a:  Max-Schmeling-Halle, Berlín, 28 de setembre de 2012.
| Posició | Estat representat                | Participant                        | Cançó (i traducció, si és apropiat)                       | Puntuació |
| 1       | Baden-Württemberg                | Xavas (Xavier Naidoo & Kool Savas) | Und ich schau nicht mehr zurück (I ja no miro enrere)     | 172       |
| 2       | Saxònia                          | Laing                              | Morgens immer müde (Sempre mandrosos al matí)             | 142       |
| 3       | Baixa Saxònia                    | Ich Kann Fliegen                   | Mich kann nur Liebe retten (Només l'amor pot salvar-me)   | 109       |
| 4       | Rin del Nord-Westfàlia           | Luxuslärm                          | Liebt sie Dich wie ich? (T'estima ella com jo?)           | 97        |
| 5       | Saarland                         | Die Orsons feat. Cro               | Horst & Monika                                            | 92        |
| 6       | Slesvig-Holstein                 | Vierkanttretlager                  | Fotoalbum (Àlbum de fotos)                                | 76        |
| 7       | Berlín                           | B-Tight                            | Drinne (Dins)                                             | 50        |
| 8       | Mecklenburg-Pomerània Occidental | The Love Bülow                     | Nie mehr (Mai més)                                        | 41        |
| 9       | Turíngia                         | Maras April                        | Himmel aus Eis (Paradís de gel)                           | 33        |
| 10      | Hamburg                          | König Boris                        | Häuserwand (Mur exterior)                                 | 28        |
| 11      | Renània-Palatinat                | Pickers                            | 1000 Meilen (1.000 milles)                                | 20        |
| 12      | Hessen                           | Cris Cosmo                         | Herzschlag (Batec de cor)                                 | 19        |
| 13      | Bremen                           | Schné                              | Alles aus Liebe (Tot per amor)                            | 18        |
| 14      | Baviera                          | Fiva &amp; Das Phantom Orchester   | Die Stadt gehört wieder mir (La ciutat em pertany de nou) | 13        |
| 15      | Saxònia-Anhalt                   | Johanna Zeul                       | Sandmann (Home de la sorra)                               | 10        |
| 16      | Brandenburg                      | Mellow Mark feat. Nina Maleika     | Bleib bei mir (Queda't amb mi)                            | 8         |

### Bundesvision Song Contest 2013
Organitzat a:  SAP Arena, Mannheim, Baden-Württemberg, 27 de setembre de 2013.
| Posició | Estat representat                | Participant                        | Cançó (i traducció, si és apropiat)                                                          | Puntuació |
| 1       | Baixa Saxònia                    | Bosse                              | So oder so (Així així)                                                                       | 153       |
| 2       | Hamburg                          | Johannes Oerding                   | Nichts geht mehr (La sort està tirada)                                                       | 145       |
| 3       | Berlín                           | MC Fitti                           | Fitti mit'm Bart (Fitti amb la barba)                                                        | 105       |
| 4       | Brandenburg                      | Keule                              | Ja genau! (Sí exacte!)                                                                       | 94        |
| 5       | Saarland                         | DCVDNS                             | Eigentlich wollte Nate Dogg die Hook singen (En realitat, Nate Dogg volia cantar la tornada) | 91        |
| 6       | Slesvig-Holstein                 | Luna Simao                         | Es geht bis zu den Wolken (Arriba als núvols)                                                | 68        |
| 7       | Bremen                           | De fofftig Penns                   | Löppt (Funciona)                                                                             | 61        |
| 8       | Baden-Wurtemberg                 | Max Herre feat. Sophie Hunger      | Fremde (Foraster)                                                                            | 51        |
| 9       | Saxònia                          | The Toten Crackhuren im Kofferraum | Ich brauch keine Wohnung (No necessito un apartament)                                        | 35        |
| 10      | Renània-Palatinat                | Mega! Mega!                        | Strobo                                                                                       | 31        |
| 11      | Hessen                           | Sing um dein Leben                 | Unter meiner Haut (Sota la meva pell)                                                        | 29        |
| 12      | Rin del Nord-Westfàlia           | Pohlmann                           | Atmen (Respirar)                                                                             | 20        |
| 13      | Turíngia                         | Hannes Kinder &amp; Band           | Déjà-vu                                                                                      | 13        |
| 14      | Baviera                          | Charly Bravo                       | Dreckige Namen (Noms obscens)                                                                | 12        |
| 14      | Saxònia-Anhalt                   | Adolar                             | Halleluja (Al·leluia)                                                                        | 12        |
| 16      | Mecklenburg-Pomerània Occidental | Guaia Guaia                        | Terrorist (Terrorista)                                                                       | 8         |

### Bundesvision Song Contest 2014
Organitzat a:  Lokhalle, Göttingen, Baixa Saxònia, 20 de setembre de 2014.
| Posició | Estat representat                | Participant               | Cançó (i traducció, si és apropiat)                             | Puntuació |
| 1       | Bremen                           | Revolverheld              | Lass uns gehen (Deixa'ns anar)                                  | 180       |
| 2       | Renània-Palatinat                | Jupiter Jones             | Plötzlich hält die Welt an (De sobte el món va deixar de girar) | 124       |
| 3       | Saxònia-Anhalt                   | Teesy                     | Keine Rosen (Cap rosa)                                          | 102       |
| 4       | Mecklenburg-Pomerània Occidental | Marteria                  | Mein Rostock (El meu Rostock)                                   | 101       |
| 5       | Slesvig- Holstein                | Tonbandgerät              | Alles geht (Tot va)                                             | 87        |
| 6       | Baviera                          | Andreas Bourani           | Auf anderen Wegen (D'altres maneres)                            | 81        |
| 7       | Baden-Wurtemberg                 | Max Mutzke                | Charlotte                                                       | 58        |
| 8       | Rin del Nord-Westfàlia           | Maxim                     | Alles versucht (Ho he provat tot)                               | 46        |
| 9       | Hessen                           | OK Kid                    | Unterwasserliebe (Amor subaqüàtic)                              | 33        |
| 10      | Hamburg                          | Nico Suave feat. Flo Mega | Gedicht (Poema)                                                 | 28        |
| 11      | Turíngia                         | Duerer                    | Was gestern war (El que era ahir)                               | 25        |
| 12      | Berlín                           | Miss Platnum              | Hüftgold (Esposes de l'amor)                                    | 16        |
| 13      | Baixa Saxònia                    | Sierra Kidd               | 20.000 Rosen (20.000 roses)                                     | 15        |
| 14      | Saarland                         | Inglebirds                | Getti                                                           | 12        |
| 15      | Brandenburg                      | Kitty Kat                 | Hochhaus (Gratacel)                                             | 10        |
| 15      | Saxònia                          | Sebastian Hackel          | Warum sie lacht (Per què riu)                                   | 10        |

### Bundesvision Song Contest 2015
Organitzat a:  ÖVB Arena, Bremen, Estat de Bremen, 29 d'agost de 2015.
| Posició | Estat representat                | Participant         | Cançó (i traducció, si és apropiat)                 | Puntuació |
| 1       | Renània-Palatinat                | Mark Foster         | Bauch und Kopf (Ventre i cap)                       | 170       |
| 2       | Rin del Nord-Westfàlia           | Donots              | Dann ohne mich (Aleshores sense mi)                 | 117       |
| 3       | Turíngia                         | Yvonne Catterfeld   | Lieber so (Més aviat així)                          | 114       |
| 4       | Saxònia                          | Radio Doria         | Sehnsucht Nr. 7 (Anhelat número 7)                  | 84        |
| 4       | Baixa Saxònia                    | Madsen              | Küss mich! (Besa'm!)                                | 84        |
| 6       | Baden-Württemberg                | Glasperlenspiel     | Geiles Leben (Vida fenomenal)                       | 82        |
| 7       | Hessen                           | Namika              | Hellwach (Ben despert)                              | 76        |
| 8       | Brandenburg                      | Ewig                | Ein Geschenk (Un regal)                             | 50        |
| 9       | Bremen                           | Gloria              | Geister (Fantasmes)                                 | 46        |
| 10      | Slesvig-Holstein                 | Jeden Tag Silvester | Dein Glück (La teva sort)                           | 28        |
| 11      | Berlín                           | Lary                | Bedtime Blues (Blues de l'hora de ficar-se al llit) | 23        |
| 12      | Saarland                         | PerDu               | Lange nicht getanzt (Sense ballar des de fa temps)  | 15        |
| 13      | Hamburg                          | Ferris MC           | Monstertruck (Camió monstre)                        | 14        |
| 14      | Saxònia-Anhalt                   | 3Viertelelf         | Mico Lisa                                           | 13        |
| 15      | Mecklenburg-Pomerània Occidental | Buddy Buxbaum       | Termin im Park (Trobada al parc)                    | 10        |
| 16      | Baviera                          | Wunderkynd          | Hallo, Hallo (Hola, hola)                           | 2         |

## Palmarès

### Artistes guanyadors
- Juli (Hessen) (2005)
- Seeed (Berlín) (2006)
- Oomph! (Baixa Saxònia) (2007)
- Subway to Sally (Brandenburg) (2008)
- Peter Fox (Berlín) (2009)
- Unheilig (Rin del Nord-Westfàlia) (2010)
- Tim Bendzko (Berlín) (2011)
- Xavas (Baden-Württemberg) (2012)
- Bosse (Baixa Saxònia) (2013)
- Revolverheld (Bremen) (2014)
- Mark Foster (Renània-Palatinat) (2015)

### Classificació total de punts
| Classificació |                                  |                 |                   |
| Lloc          | Estat                            | Puntuació total | Núm. de victòries |
| 1             | Berlín                           | 1035            | 3                 |
| 2             | Baixa Saxònia                    | 864             | 2                 |
| 3             | Baden-Württemberg                | 789             | 1                 |
| 4             | Turíngia                         | 761             | 0                 |
| 5             | Rin del Nord-Westfàlia           | 759             | 1                 |
| 6             | Slesvig-Holstein                 | 703             | 0                 |
| 7             | Bremen                           | 668             | 1                 |
| 8             | Hamburg                          | 665             | 0                 |
| 9             | Hessen                           | 621             | 1                 |
| 10            | Saxònia                          | 617             | 0                 |
| 11            | Brandenburg                      | 545             | 1                 |
| 12            | Renània-Palatinat                | 526             | 1                 |
| 13            | Saxònia-Anhalt                   | 490             | 0                 |
| 14            | Mecklenburg-Pomerània Occidental | 425             | 0                 |
| 15            | Baviera                          | 397             | 0                 |
| 16            | Saarland                         | 328             | 0                 |